# توکوگاوا تسونایوشی
توکوگاوا تسونایوشی (به ژاپنی: 徳川綱吉 Tokugawa Tsunayoshi); ۲۳ فوریهٔ ۱۶۴۶ – ۱۹ فوریهٔ ۱۷۰۹) پنجمین شوگون از شوگون‌سالاری توکوگاوا بود. وی برادر کوچکتر توکوگاوا ایه‌تسونا (چهارمین شوگون) بود، در نتیجه وی پسر توکوگاوا ایه‌میتسو و نوهٔ توکوگاوا هیده‌تادا بود.
به دلیل بنیادگرایی مذهبی، تسونایوشی به دنبال حمایت از موجودات زنده بود. در دهه ۱۶۹۰ و دهه اول دهه ۱۷۰۰، تسونایوشی، که در سال سگ متولد شد، فکر کرد که باید اقدامات زیادی در مورد سگ‌ها انجام دهد. مجموعه ای از احکام منتشر شده، معروف به احکام رحمت برای موجودات زنده (生 類 憐 み の 令، شورویی آواره‌می نو ری Shōruiawareminorei)، را صادر کرد. از آنجا که در ادو بسیاری از سگ‌های ولگرد و بیمار در شهر پرسه می‌زدند. او در جهت محافظت از سگ‌های ولگرد تلاش می‌کرد؛ در اثر توجه خاص او به حفظ جان سگ‌ها، شوگون پنجم توسط عامه با عنوان تحقیرآمیز اینو-کوبو (犬 公 方: Inu = سگ، Kubō = عنوان رسمی شوگون) خوانده می‌شد.
مشهورترین سیاست‌های توکوگاوا تسونایوشی، مجموعه « فرمان‌هایی برای ابراز شفقت نسبت به موجودات زنده » است که در یک دوره ۲۵ ساله از سال ۱۶۸۵ (دومین سال دوران جوکیو) ۱۳۵ بار صادر شد. این قانون به عنوان ممنوعیت کشتن سگ، گاو، اسب، پرندگان و سایر حیوانات شناخته می‌شود، اما مفاد آن متنوع است و شامل ممنوعیت‌های دیگری در مورد رها کردن کودکان، نوشیدن الکل و تولید مشروبات الکلی و حمایت از بیماران می‌شود. در واقع، هدف توکوگاوا تسونایوشی گسترش ایده‌های «شفقت»، «نیک‌خواهی» و «تشویق خوبی و تنبیه بدی» بود که از اصول بنیادین بودیسم و کنفوسیوس هستند، و بازگرداندن نظم اجتماعی، که در آن زمان بسیار آشفته بود. با این حال، این نیز درست است که تفسیر گسترده مقامات از قانون منجر به سردرگمی شدید شد.
در سال ۱۶۹۵ تعداد سگ‌های زیادی وجود داشت و ادو (توکیوی کنونی) را بوی وحشتناکی فرا گرفته بود. با این وجود حتی یک نفر به دلیل زخمی کردن یک سگ اعدام شد. سرانجام، این مسئله به اوج خود رسید و بیش از ۵۰٬۰۰۰ سگ در سگ‌دانی‌های دوره ادو اسکان داده شدند. آنها ظاهراً با هزینه شهروندان ادو از برنج و ماهی تغذیه می‌شدند.
تنها پسر او توکوگاوا توکوماتسو (۱۶۸۳–۱۶۷۹) در سن چهار سالگی درگذشت.